# Université de Konkuk (métro de Séoul)
Université de Konkuk (en coréen : 건대입구역 officiellement en anglais : Konkuk University) est une station de correspondance entre la ligne 2 et la ligne 7 du métro de Séoul. Elle est située à Hwayang-dong, dans l'arrondissement de Gwangjin-gu à Séoul en Corée du Sud. Elle dessert notamment l'Université Konkuk.
Ouverte en 1980, comme station de passage de la ligne 2, elle devient une station de correspondance en 1996, avec l'ouverture de la station de la ligne 7. elle est desservie par les rames omnibus qui circulent sur la ligne 2 et la ligne 7.

## Situation sur le réseau

Plan du réseau (2023)

Établie en souterrain et en aérien, la station Université de Konkuk est établie sur la ligne circulaire de la ligne 2 du métro de Séoul entre les stations Guui, en direction de Hôtel de Ville, rotation dans le sens des aiguilles d'une montre sur la section circulaire, et Seongsu, en direction de Hôtel de Ville, rotation dans le sens inverse des aiguilles d'une montre sur la section circulaire ; est également station de bifurcation de la branche dite Seongsu, elle est située avant la station Yongdap, vers le terminus de la branche Sinseol-dong ; station de correspondance, elle est également située sur la ligne 7 du métro de Séoul entre la station Grand parc des enfants, en direction du terminus ouest Jangam, et la station Gunja, en direction du terminus ouest Seongnam.

## Histoire
La station de la ligne 2 du métro de Séoul, alors dénommée Hwayang, est mise en service le 31 octobre 1980, lors de l'ouverture à l'exploitation du premier tronçon de la ligne 2, entre Sinseol-dong et Complexe sportif (via Seongsu). Elle est renommée Université de Konkuk le 7 mars 1985 avant de devenir une station de correspondance lors de l'ouverture de la station de la ligne 7 du métro de Séoul le 11 octobre 1996.

## Services aux voyageurs

### Accès et accueil
Domiciliée à Hwayang-dong, la station dispose de six accès. Elle est équipée d'automate pour l'achat de titres de transport.

### Desserte

#### Station de la ligne 2
Université de Konkuk est desservie par les rames omnibus qui circulent sur la ligne 2.

Installations
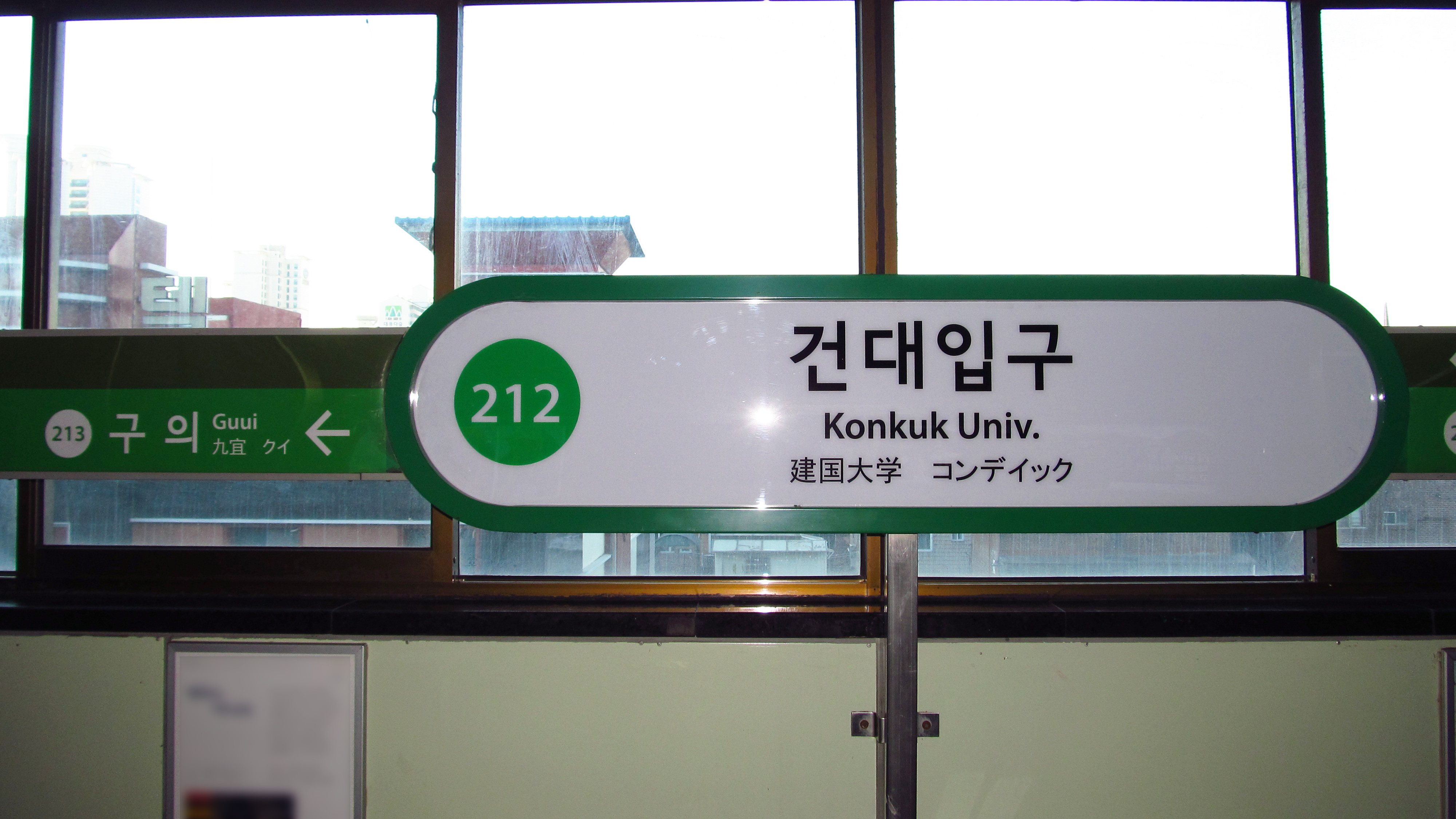
En 2018.
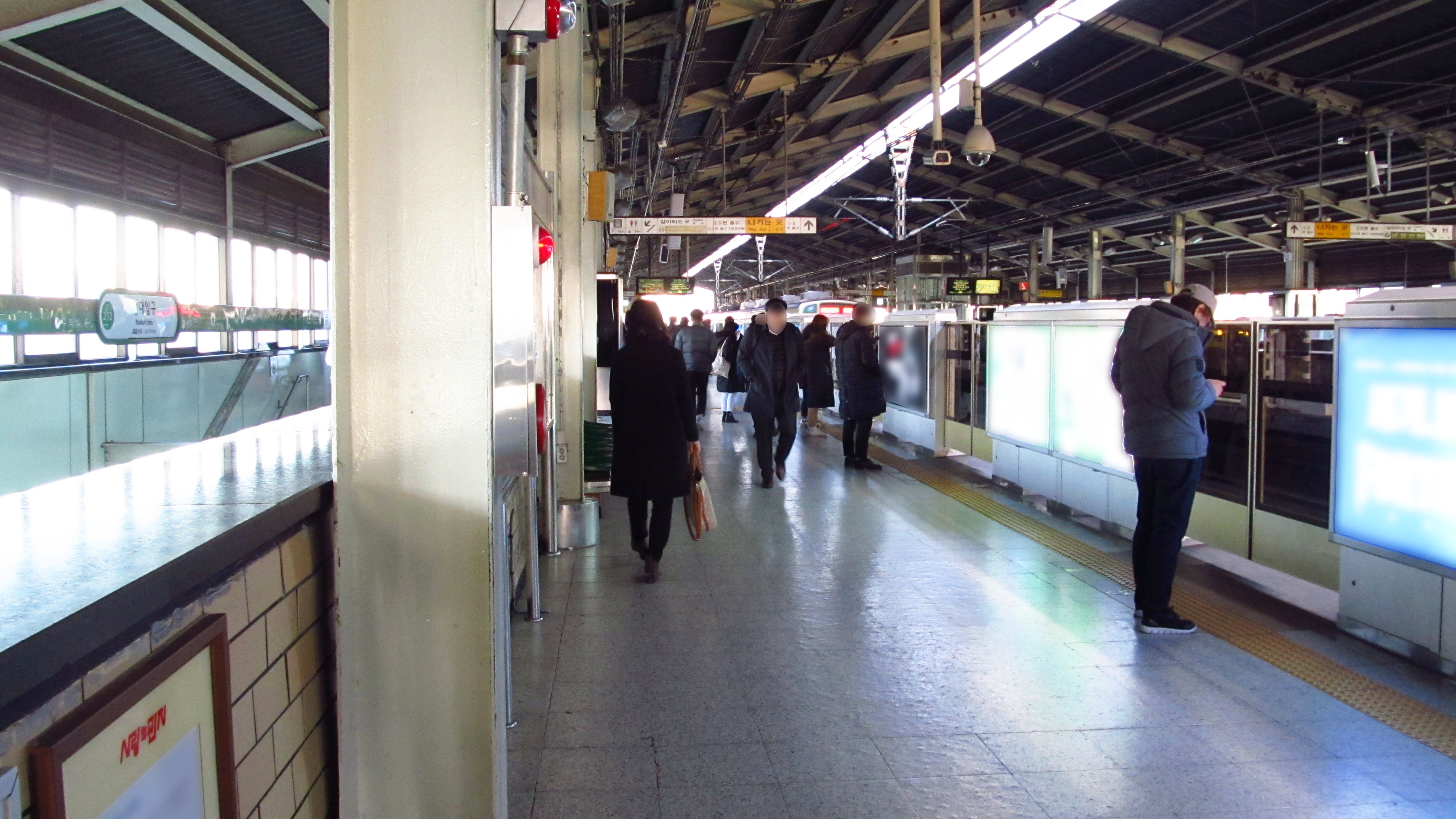
En 2018.

#### Station de la ligne 7
Université de Konkuk est desservie par les rames omnibus qui circulent sur la ligne 7.

Installations
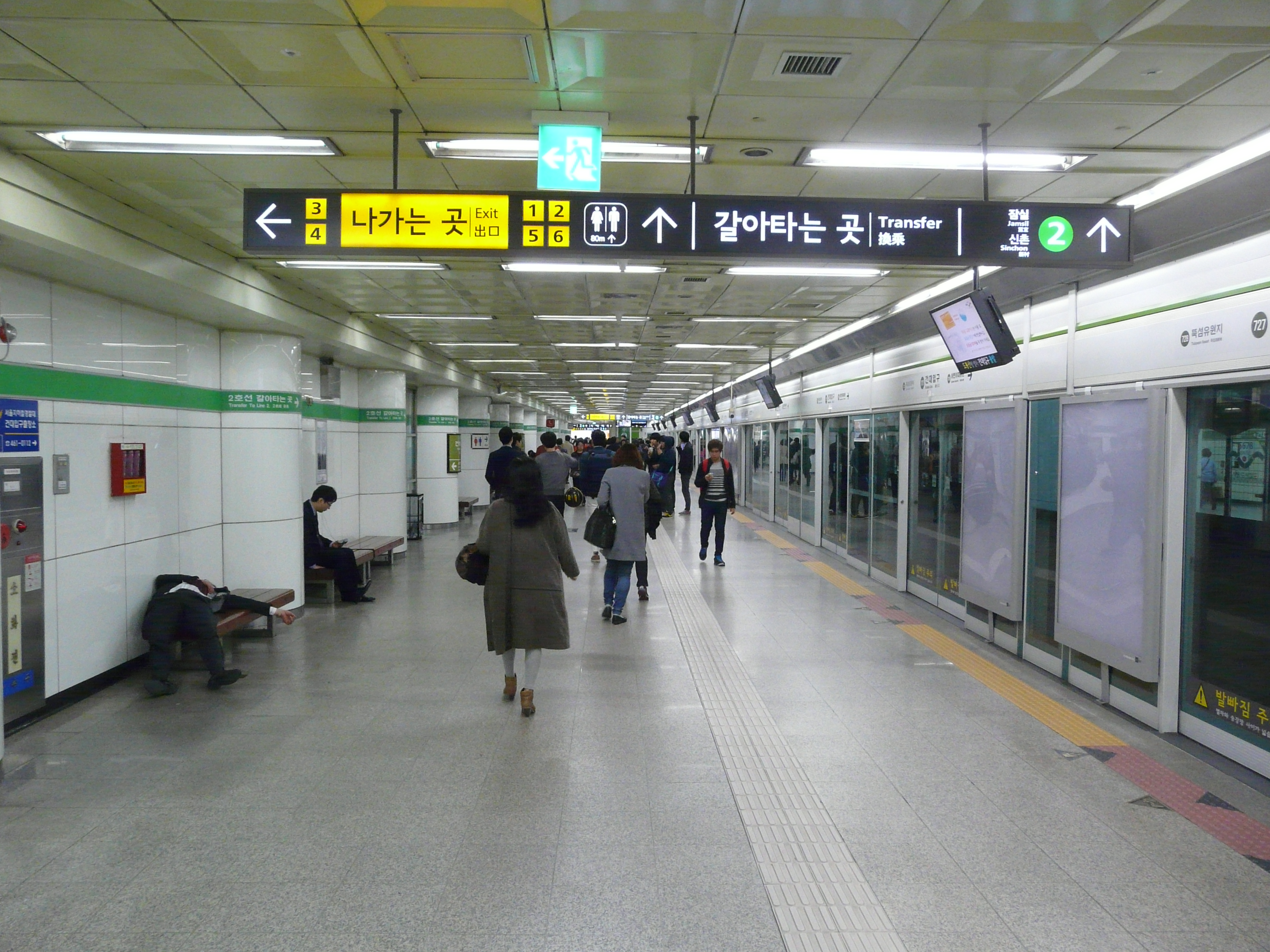
En 2013.
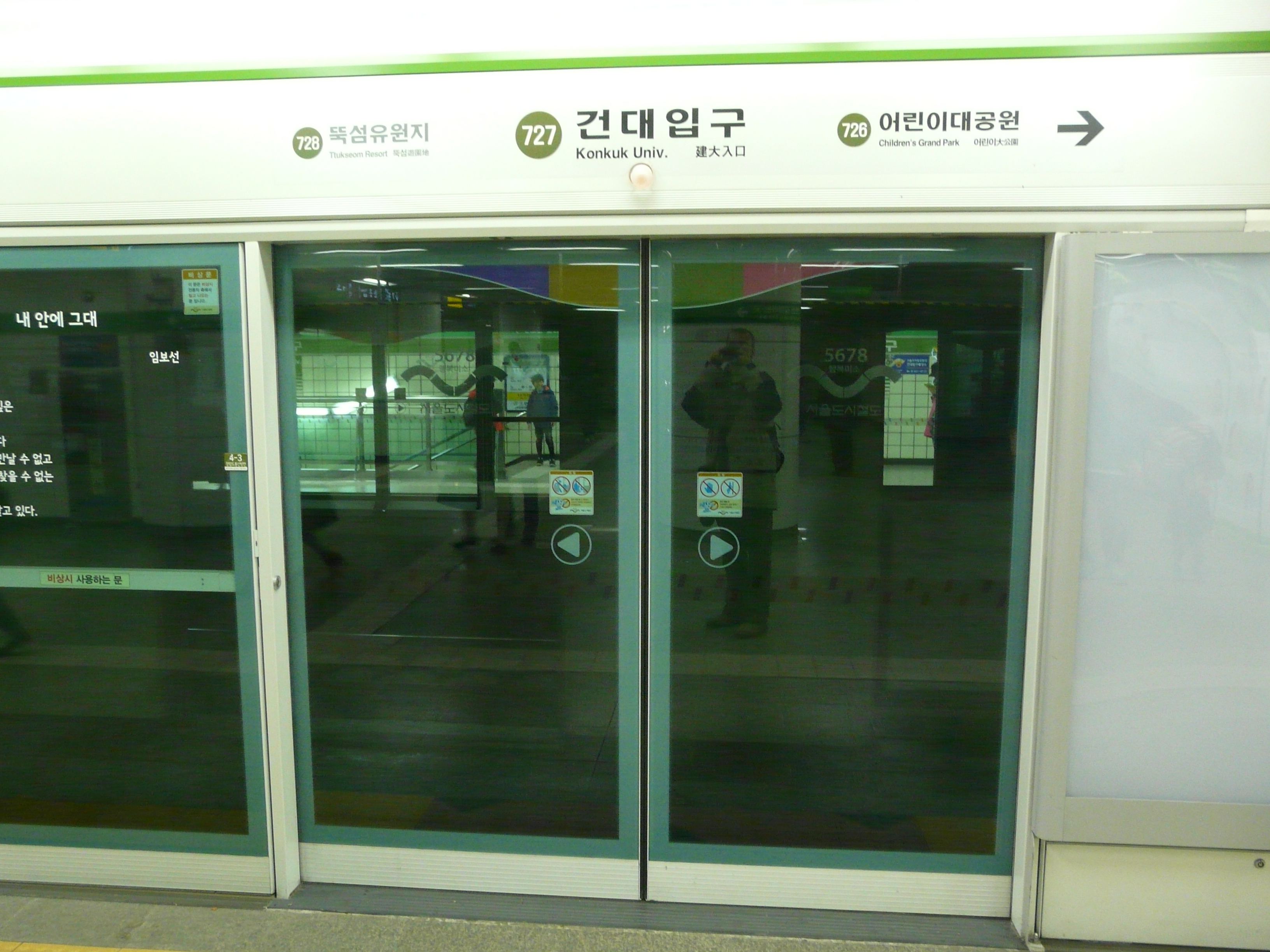
En 2013.
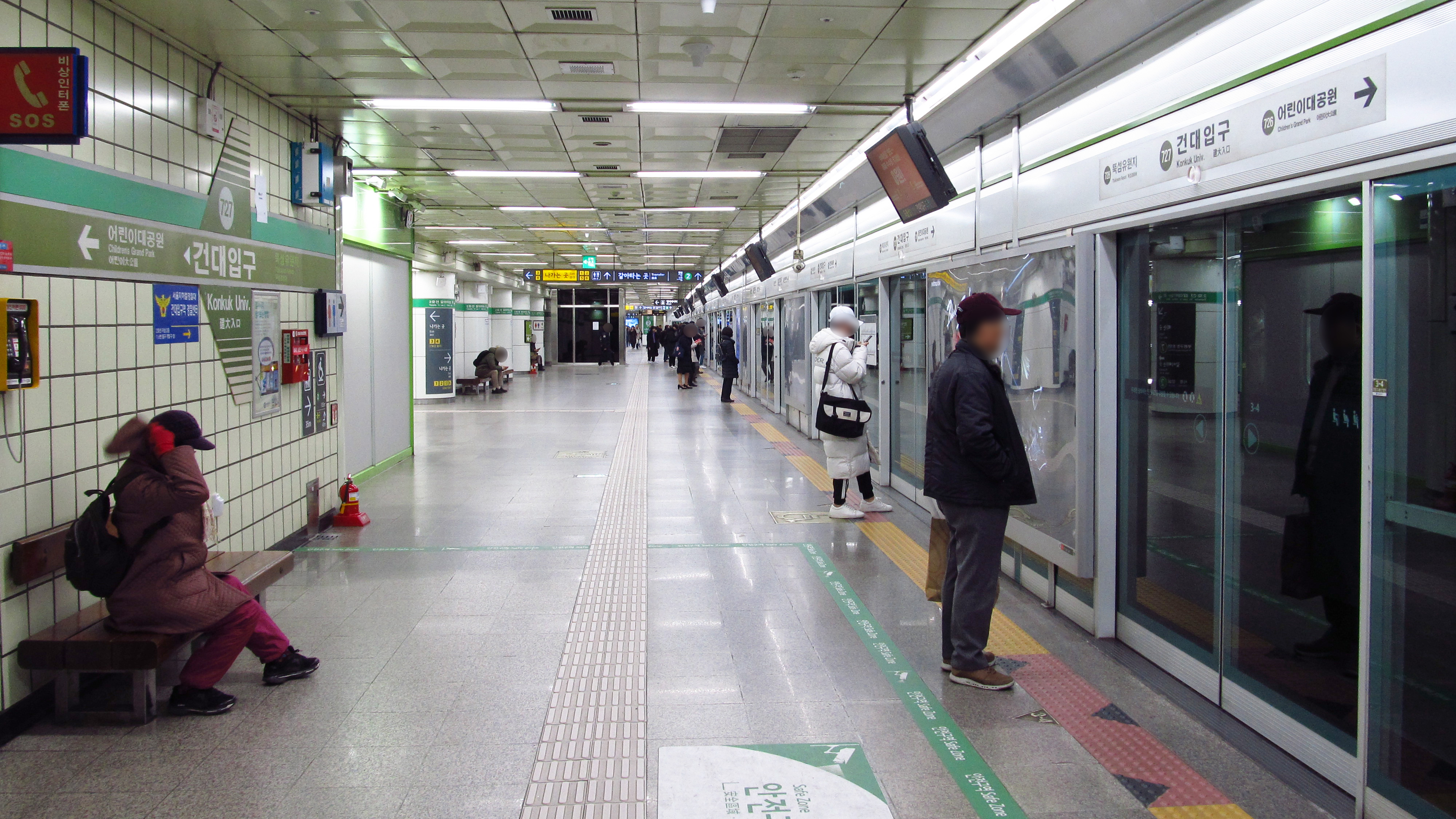
En 2018.

### Intermodalité
Des arrêts de bus urbains sont situés à proximité.